# Крестьянников, Владислав Сергеевич
Крестьянников Владислав Сергеевич (5 марта 1940, Можга, Удмуртская АССР — 27 ноября 1969) — трёхкратный абсолютный чемпион СССР, абсолютный чемпион мира по парашютному спорту (1966). Обладатель 49 мировых рекордов. Совершил 3578 прыжков. Мировой рекордсмен в дневных и ночных групповых прыжках на точность приземления. Заслуженный мастер спорта СССР (1966). Обладатель Золотой медали Международной федерации парашютного спорта.

## Биография
Родился в городе Можга Удмуртской АССР. В 1956 году поступил в Ижевское ремесленное училище по специальности слесаря-сборщика. Первый прыжок с парашютом совершил в 1959 году в Ижевском аэроклубе ДОСААФ.
Служил в Военно-Воздушных силах в Туркестанском военном округе. Тренер — мастер спорта Н. Г. Кокарев.
В 1963 году на XII чемпионате СССР выполнил нормативы мастера спорта.
В 1964 году на чемпионате мира выиграл бронзовую медаль по акробатике. В 1965 году — абсолютный чемпион СССР. Двукратный чемпион СССР по парашютному спорту (1967 и 1969).
На VIII первенстве мира (1966) становится абсолютным чемпионом мира. Присвоено звание заслуженного мастера спорта СССР.
В 1969 году стал чемпионом Вооруженных Сил СССР, занял первое место на соревнованиях парашютистов дружественных армий в Болгарии.
В ноябре 1969 г. трагически погиб на охоте. Похоронен на Боткинском кладбище Ташкента.

## Память
- Именем В. Крестьянникова названа одна из улиц г. Можги.
- Начиная с 1970 г., в Туркестанском военном округе ежегодно проводятся соревнования на кубок выдающегося советского спортсмена.
- 24.08.2018 в г. Можга в его родной школе № 4 была открыта мемориальная доска.